# اتحادیه بازیکنان فوتبال ایتالیا
اتحادیهٔ بازیکنان فوتبال ایتالیا (به ایتالیایی: Associazione Italiana Calciatori) که به اختصار (AIC) نیز نامیده می‌شود، به اتحادیه‌ای شامل بازیکنان فوتبال در ایتالیا گفته می‌شود. این اتحادیه در سال ۱۹۶۸ تأسیس شده‌است و هم‌اکنون ۴۵۰۰ دارد که ۲۵۰۰ تای آن را بازیکنان حرفه‌ای تشکیل می‌دهند.
از جمله اهداف AIC محافظت، بهبود و مذاکره در مورد شرایط، حقوق و وضعیت همهٔ بازیکنان حرفه‌ای فوتبال از طریق چانه‌زنی و پیگیری امور تا حصول یک توافق جمعی است.